# Oxid thoričitý
Oxid thoričitý je jedním z oxidů thoria. Thorium je zde v oxidačním čísle IV. Vzniká jako vedlejší produkt při výrobě lanthanoidů a uranu. V přírodě se vyskytuje v podobě vzácného nerostu thorianitu. Používá se jako jaderné palivo.

## Vlastnosti
Měrný elektrický odpor oxidu thoričitého s rostoucí teplotou klesá, tedy se jedná o polovodič.